# Le Murmure des dieux
Pour plus de détails, voir Fiche technique et Distribution.
Le Murmure des dieux (ゲルマニウムの夜, Gerumaniumu no yoru) est un film dramatique japonais réalisé par Tatsushi Ōmori et sorti en 2005. Il s'agit d'une adaptation du roman homonyme de Mangetsu Hanamura publié en 1998.

## Fiche technique
Sauf indication contraire, les informations mentionnées dans cette section peuvent être confirmées par la base de données cinématographiques IMDb,  présente dans la section « Liens externes ».
- Titre original : ゲルマニウムの夜 (Gerumaniumu no yoru?)
- Titre français : Le Murmure des dieux
- Réalisation : Tatsushi Ōmori
- Scénario : Yoshio Urasawa (ja) d'après le roman de Mangetsu Hanamura
- Photographie : Ryō Ōtsuka (ja)
- Montage : Yoshiyuki Okuhara (ja)
- Musique : Shūichi Chino (ja)
- Décors : Hirokazu Kanakatsu (ja)
- Producteurs : Genjirō Arato, Shin'ichirō Muraoka, Akihiro Maeda, Mio Hani
- Société de production : Arato Film Inc., Agence pour les Affaires culturelles
- Format : couleur - 1,66:1
- Pays de production :  Japon
- Langue de tournage : japonais
- Genre : drame
- Durée : 107 minutes (1h47)
- Dates de sortie : 
  - Japon : 17 décembre 2005[1]

## Distribution
- Hirofumi Arai : Rou
- Leona Hirota (ja) : Sœur Thérèse
- Megumi Sawara (ja) : Kyōko
- Keita Kimura (ja) : Tōru
- Nao Ōmori : Ukawa
- Genta Dairaku (ja) : le maître scout
- Masashi Yamamoto (ja) : Frère Akabane
- Akifumi Miura (ja) : Arakawa
- Akaji Maro : le tenancier du magasin
- Renji Ishibashi : Komiya
- Kei Satō : Père Togawa
- Takayuki Tsuwa : Kita

## Distinctions

### Récompense
- 15e Japanese Professional Movie Awards : prix du meilleur nouveau réalisateur pour Tatsushi Ōmori[2]

### Sélection
- Festival international du film de Locarno 2006 : Le Murmure des dieux est sélectionné en compétition dans la catégorie « Cinéastes du présent »[3]